# Sariac-Magnoac
Sariac-Magnoac è un comune francese di 159 abitanti situato nel dipartimento degli Alti Pirenei nella regione dell'Occitania.

## Società

### Evoluzione demografica
Abitanti censiti